# SH2D1B
SH2D1B‏ (SH2 domain containing 1B) هوَ بروتين يُشَفر بواسطة جين SH2D1B في الإنسان.